# Tardenoisi kultúra
A tardenoisi kultúra régészeti kultúra volt a kőkorszak középső időszakában a mai Franciaország és Belgium területén. Hasonló kultúrák ismeretesek ugyanebből az időszakból Kelet- és Közép-Európából, Britannia egyes részeiről, illetve Spanyolországból. Nevét a franciaországi Tardenois régióról kapta, ahol E. Taté régész 1885-ben felfedezte e kultúra jellegzetes eszközeit.
Ezen karakteres eszközök trapéz alakú, véső-végű nyílhegyek, valamint nyomással kialakított kovakő pengék voltak. A tardenoisi kultúrát a Sauveterrei kultúra követte időrendben, bár egy ideig párhuzamosan létezett mindkét kultúra.

## Fordítás
Ez a szócikk részben vagy egészben  a   Tardenoisian című angol Wikipédia-szócikk ezen változatának fordításán alapul.  Az eredeti cikk szerkesztőit annak laptörténete sorolja fel. Ez a jelzés csupán a megfogalmazás eredetét és a szerzői jogokat jelzi, nem szolgál a cikkben szereplő információk forrásmegjelöléseként.